# Julius Wilhelm Hornung

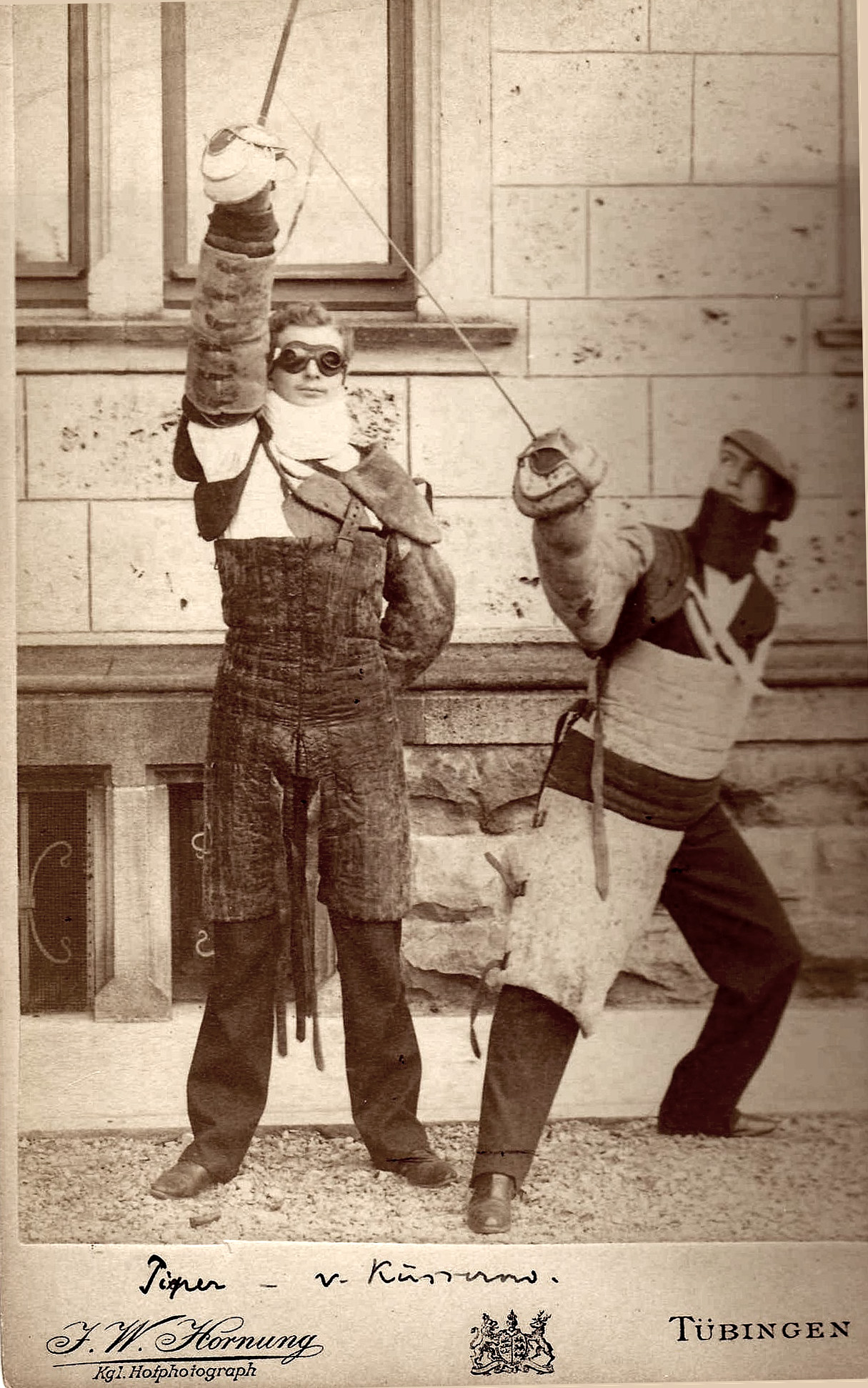
Corps Rhenania Tübingen: Mensur 1898–99

Julius Wilhelm Hornung (* 1861 in Tübingen; † 21. April 1929 ebenda) war ein königlich Württembergischer (Hof)-Fotograf in Tübingen. Er war ein Sohn des Malers und Fotografen Wilhelm Hornung.

## Leben

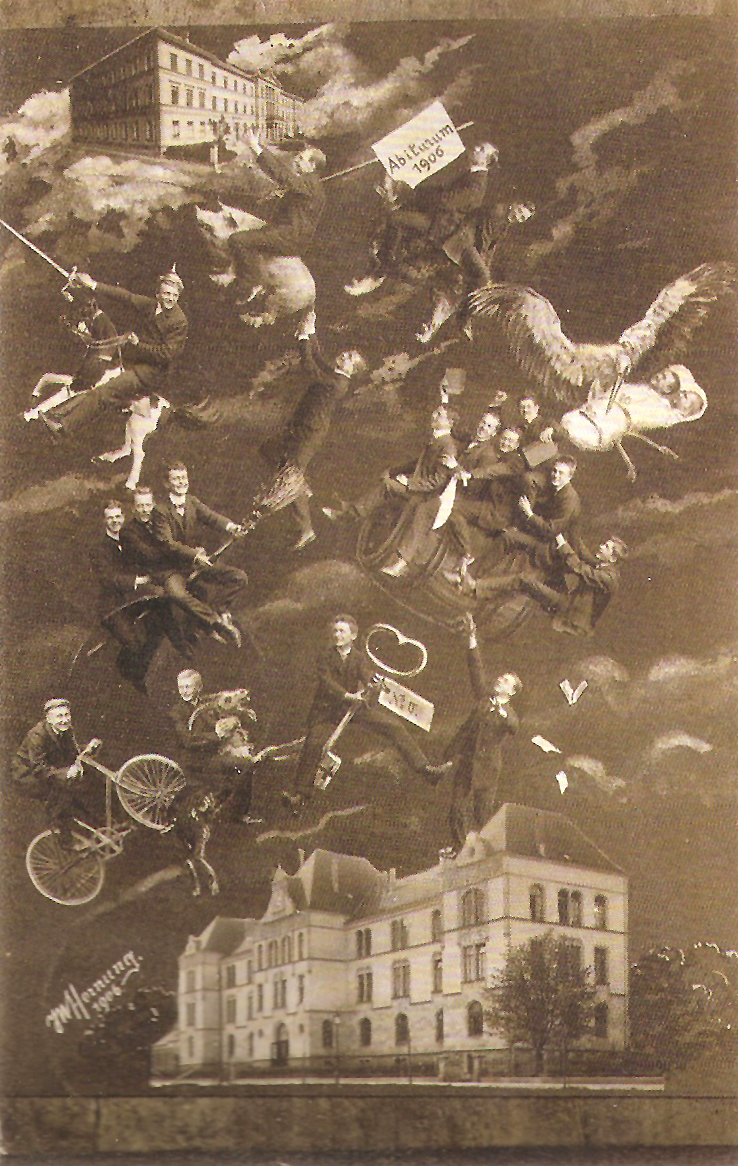
Eine typische Arbeit Hornungs: Eine Scherzfotomontage, hier anlässlich des bestandenen Abiturs, 1906

1884 übernahm Julius Wilhelm Hornung das Atelier seines früh verstorbenen Vaters Wilhelm Hornung in der Uhlandstraße 11 in Tübingen. Es ist anzunehmen, dass er bereits früher in dem Atelier des Vaters gearbeitet hatte. In den ersten Jahren nach der Übernahme bis in die 1890er Jahre firmierte er unter dem gleichen Namen wie sein Vater. Da er die Tradition des Vaters im gleichen Atelier fortführte, fällt es bei undatierten Fotos aus den 1880er und 90er Jahren schwer, die Arbeit des Sohnes von der des Vaters zu unterscheiden.
Julius Wilhelm Hornung „produzierte eine große Zahl von Scherzmontagen für Studentenverbindungen, an deren Exaktheit und Qualität Sinners Arbeiten mit grob wirkenden Bildkombinationen nicht heranreichen konnten“. Ähnlich wie sein Vater machte er auch Erinnerungsfotos für Vereine und Belegschaften von Firmen.
Um 1900 erhielt Hornung den Titel eines „königlichen Hofphotographen“. Er war gesellschaftlich sehr aktiv: Seit etwa 1898 saß er als Mitglied der Deutschen Partei im Gemeinderat der Stadt Tübingen. Am 30. Dezember 1898 wurde er vom neuen Bürgerausschuss zu dessen stellvertretendem Obmann (an Seite von Prof. Teuffel als Obmann) gewählt. Er war Vorstand des Tübinger Sängerkranzes. Ferner war er Vorstandsmitglied der Tübinger Ortsgruppe des Vereins zur Erhaltung der Volkstrachten in Schwaben.
Hornung machte auch ab und zu andere Fotos als Scherzmontagen und ironischerweise sind von diesen anteilmäßig mehr erhalten. (vgl. die unten angefügte Liste)
Hornung reproduzierte frühe, von Johann Gottlieb Nörrenberg 1848 angefertigte, Daguerreotypien mit Stadtansichten Tübingens (siehe: Tübinger Ansichten vom Schloss) die dadurch den Nachkommen überliefert wurden.
Julius Wilhelm Hornung übernahm auch von seinem Vater den Hopfenanbau. Die beiden Hopfenspeicher in der Wöhrdstraße existierten bis ins 20. Jahrhundert.
Hornung war verheiratet mit Sofia Hornung geborene Stahl, mit der er mehrere Kinder hatte.
Da keines seiner Kinder ernsthaftes Interesse an Fotografie hatte, veräußerte Hornung sein Atelier – höchstwahrscheinlich mit den Original-Glasplatten seiner Fotos und auch der Fotos seines Vaters – vor 1925 an Lorenz Bäuerle, lebte aber weiter als Privatier in der Uhlandstraße 11 bis zu seinem Tod. Das Fotoatelier übernahm 1933 Walter Borst (Neueröffnung am 10. August). Es existierte unter dieser Adresse bis Ende der 1950er Jahre. Anfang der 1960er wurde das Haus renoviert und jegliche Spuren der Existenz eines Fotoateliers wurden damals getilgt. Auf diese Weise ist das Originalwerk der zwei bedeutenden Tübinger Fotografen verloren gegangen. Im Umlauf gibt es aber immer wieder (inzwischen stark verblasste und vergilbte) Originalabzuge.

## Bekannte Werke
- 1890er Jahre Mathilde Weber
- 1890er Jahre Karl von Liebermeister
- 1898 Verein der Ausländer, Tübingen
- um 1899 Mensur bei Corps Rhenania
- um 1900 Großer Kneipsaal im früheren Haus des Corps Suevia Tübingen
- 1901: Erinnerungsbild der Tübinger Abiturienten, (Fotomontage, Postkarte, Stadtarchiv Tübingen, Postkartensammlung Hartmaier, Album 95)
- 1906 Erich Schairer
- 1907 (oder kurz davor): Polizeiwache am Tübinger Rathaus kurz vor dem Abriss (Stadtarchiv Tübingen)[2]
- 6. Oktober 1907: Fahnenweihe des Pioniervereins für Tübingen und Umgebung im Hof der Gastwirtschaft Zum Hanskarle in Tübingen (Fotomontage, „wohlgelungene photographische Aufnahme“[12])
- 11. Januar 1909: Zug der Burschenschaft „Germania“ auf der Neckarbrücke in Tübingen
- 1911: Die „Sennhütte“ als Interimskneipe des Corps „Rhenania“ (Archiv Corps Rhenania, Kabinettformat)
- um 1916: Verwundete des Ersten Weltkrieges in einem Tübinger Lazarett (Postkarte, Stadtarchiv Tübingen, Fotosammlung 134-020)
- 1920er Jahre Eugen Hofmeister

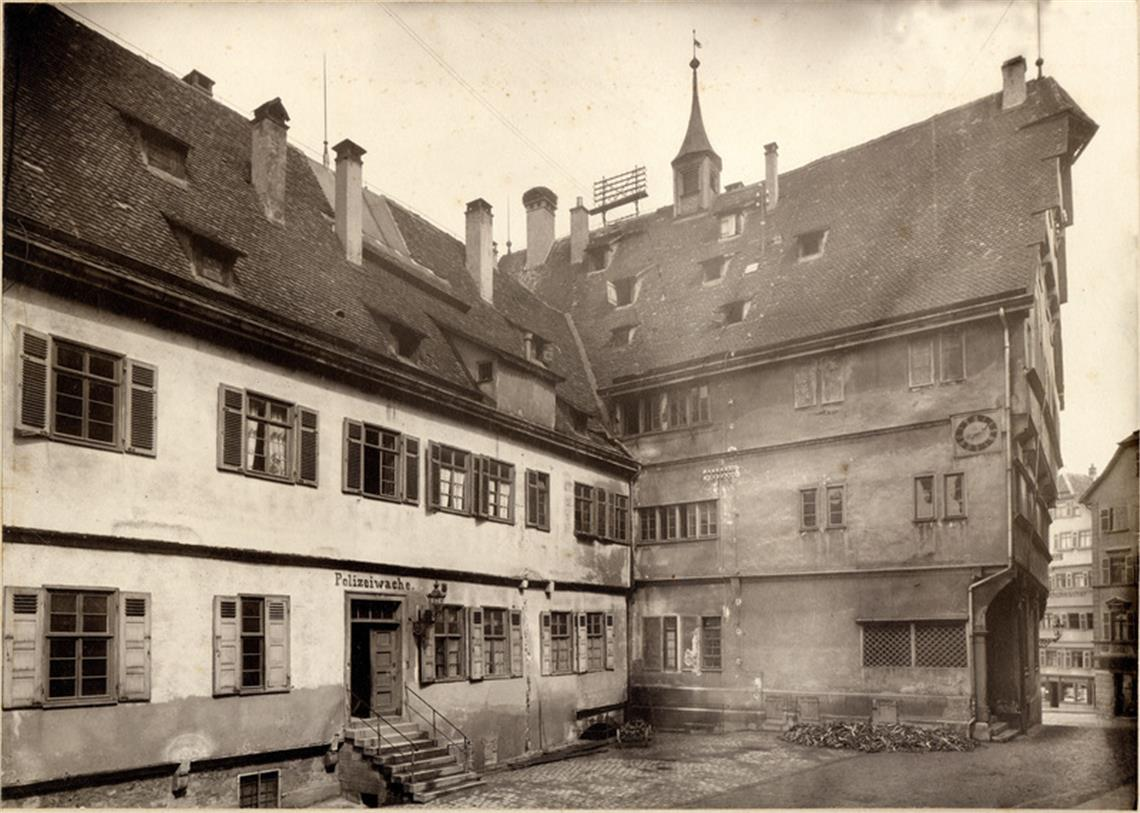
Tübinger Rathaus von hinten mit der 1907 abgerissenen Polizeiwache (1907)
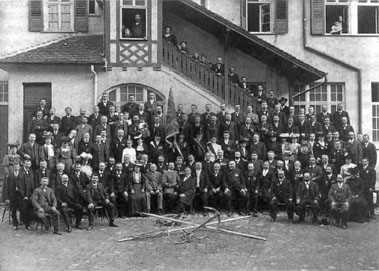
Fahnenweihe des Pioniervereins für Tübingen und Umgebung im Hof der Gastwirtschaft Zum Hanskarle (1907)
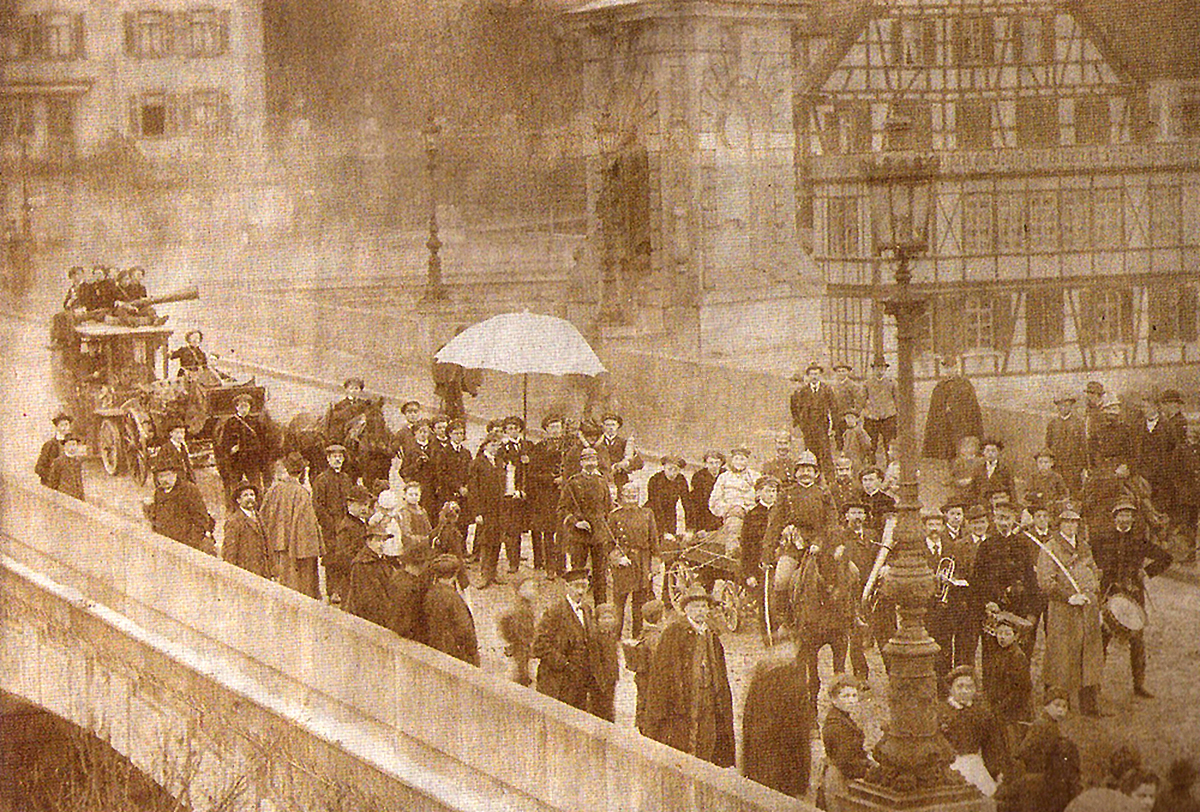
Zug der Burschenschaft „Germania“ auf der Neckarbrücke (1909)
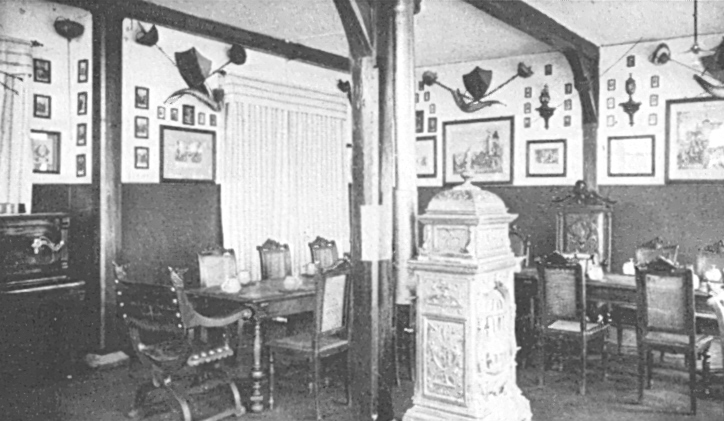
Die „Sennhütte“ als Interimskneipe des Corps „Rhenania“ (1911)
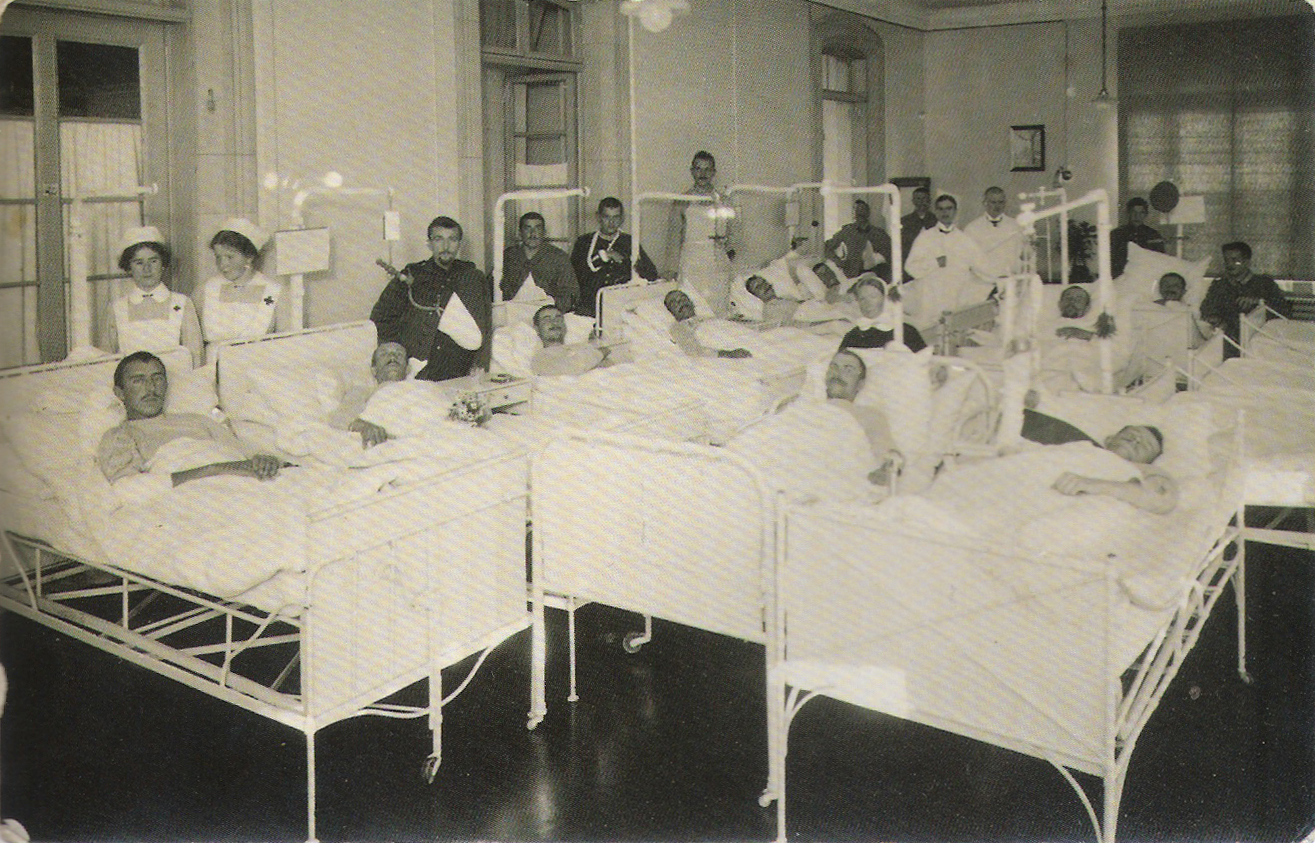
Verwundete des Ersten Weltkrieges in einem Tübinger Lazarett (1916)

Verein der Ausländer, Tübingen
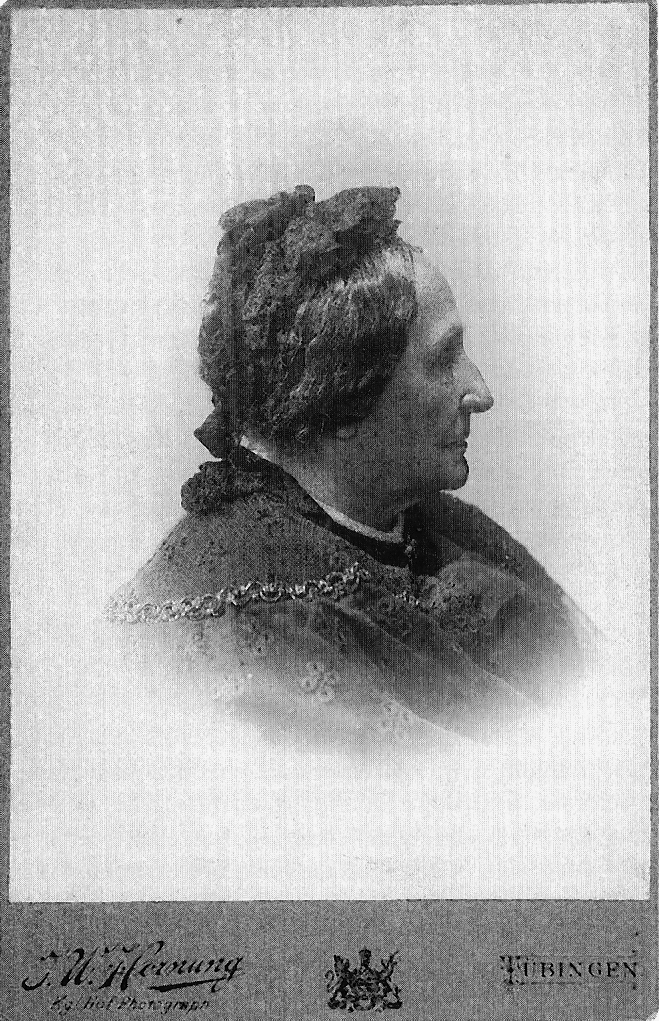
Mathilde Weber
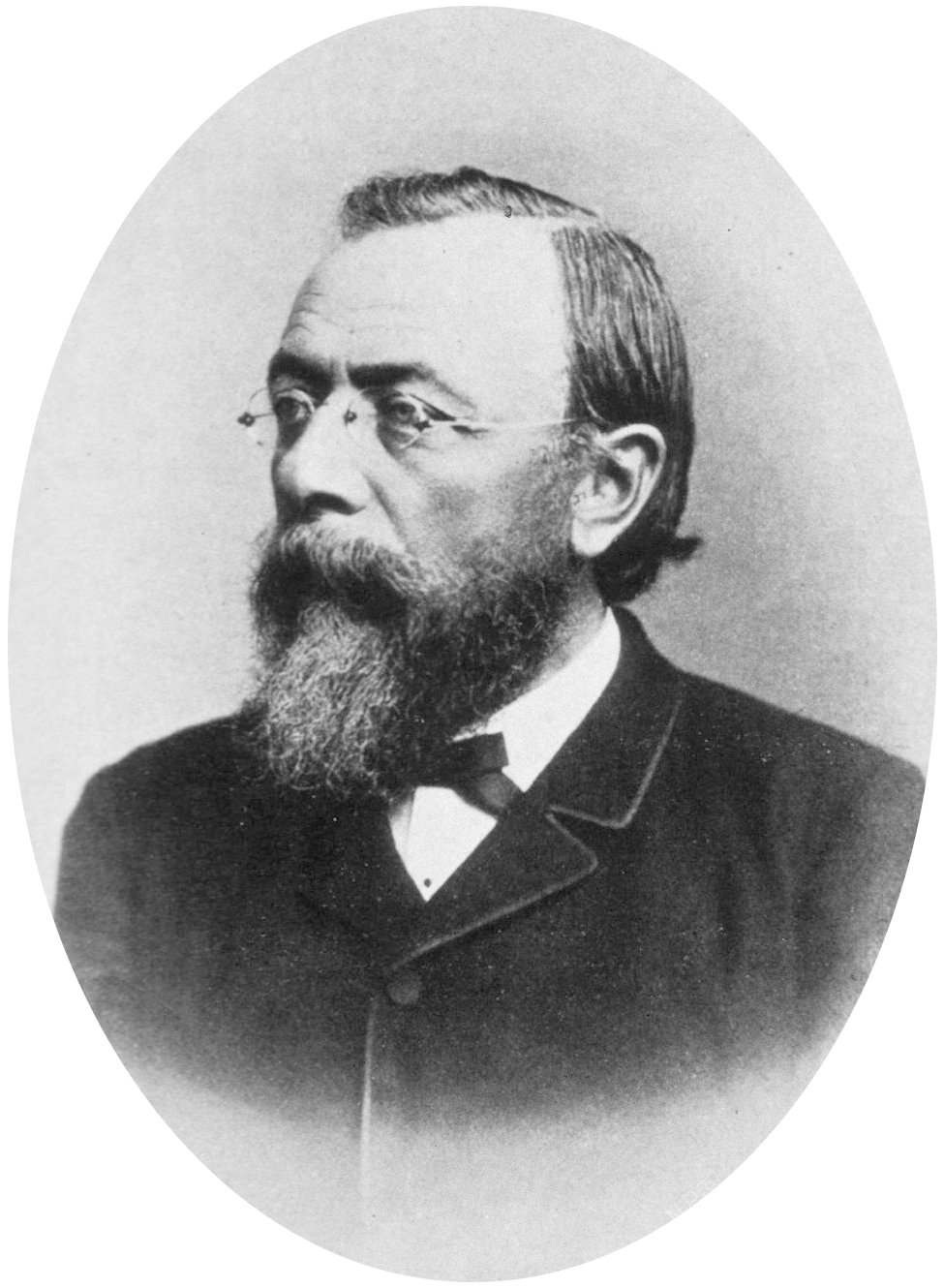
Karl von Liebermeister
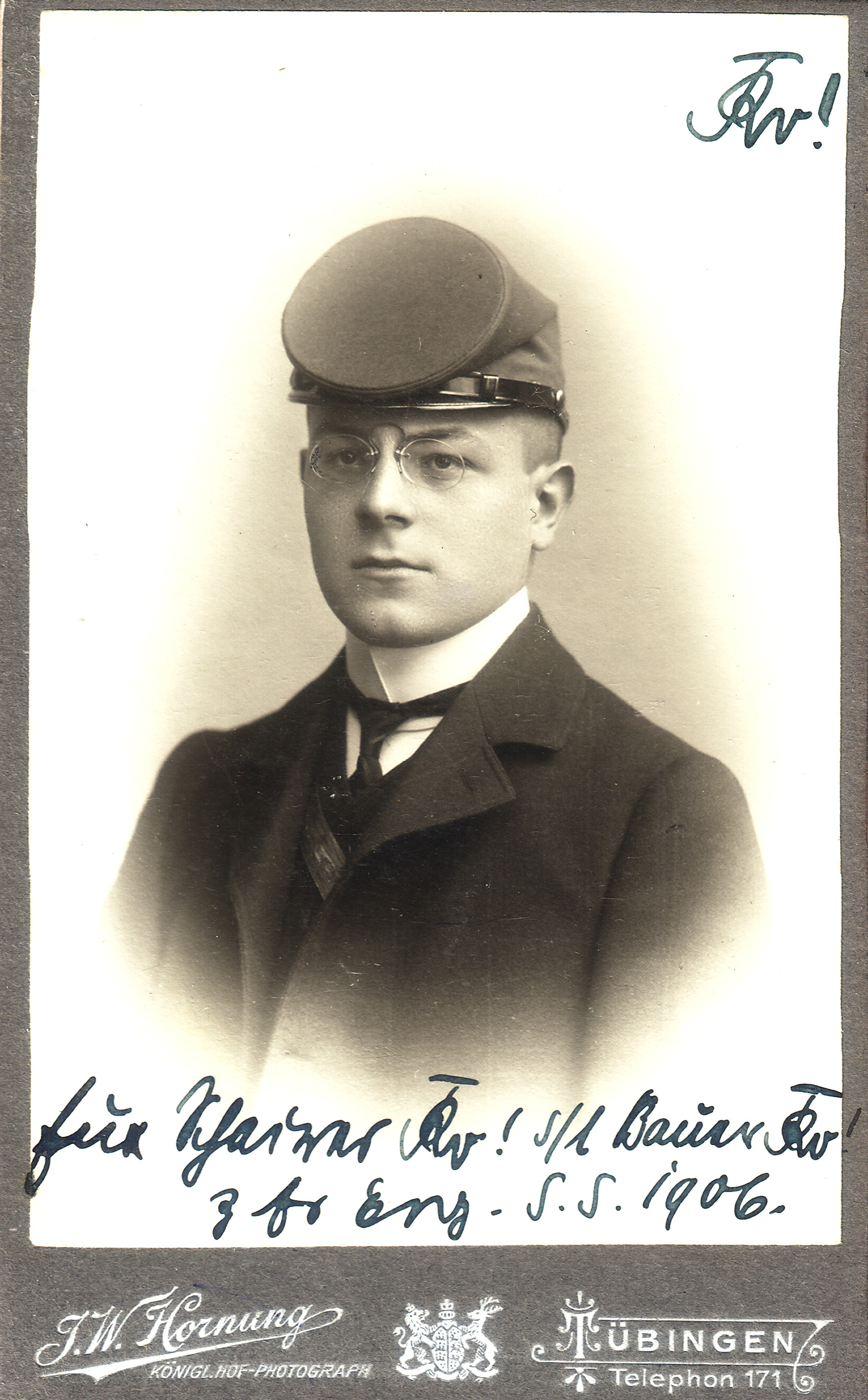
Erich Schairer
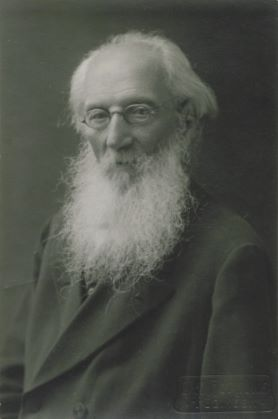
Eugen Hofmeister

## Bibliographie
- Ulrich Hägele: Fotografische Satire. Julius Hornungs Tübinger Montagen um 1900. In: Schwäbische Heimat, 69 Jg. 2018, Heft 1, S. 70–76 doi:10.53458/sh.v69i1.1434
- Ulrich Hägele: Experimentierfeld der Moderne. Fotomontage 1890–1940. Tübinger Vereinigung für Volkskunde (TVV), Tübingen 2017, ISBN 978-3-932512-91-9
- Udo Rauch, Antje Zacharias (Hrsg.): …und grüßen Sie mir die Welt. Tübingen – eine Universitätsstadt auf den Postkarten. Stadtmuseum Tübingen 2007, ISBN 978-3-910090-78-1
- Udo Rauch: Quartier der Polizei. Das Tübinger Rathaus von hinten gesehen. In: „Schwäbisches Tagblatt“, 8. August 2005
- Wolfgang Hesse: Ansichten aus Schwaben. Kunst, Land und Leute in Aufnahmen der ersten Tübinger Lichtbildner und des Fotografen Paul Sinner (1838–1925). Gebrüder Metz, Tübingen 1989, ISBN 3-921580-79-X